# النعمة (كعيدنة)

تعديل مصدري - تعديل

النعمة هي إحدى قرى عزلة بني نشر بمديرية كعيدنة التابعة لمحافظة حجة، بلغ تعداد سكانها 589 نسمة حسب تعداد اليمن لعام 2004.